# Barefield
Barefield (Iers: Gort Lomán) is een dorp in centraal County Clare in Ierland.
Barefield is deel van de katholieke parochie Doora-Barefield, onderdeel van het Bisdom Killaloe.

## Voorzieningen
Als klein dorp heeft Barefield slechts een beperkt aantal voorzieningen. Er zijn twee pubs, de Clare Crusaders Children's Clinic, de Barefield National School en de Church of the Immaculate Conception.
De Barefield National school is opgericht voor 1895. In 1993 werd een nieuw en modern gebouw in gebruik genomen.
De "Church of the Immaculate Conception" werd gebouwd in 1874, als vervanging van een oudere kapel met strodak.

## Transport
Het dorp ligt aan de R458 dat de verbinding vormt tussen Ennis en Gort in County Galway. De R458 was voorheen de hoofdroute N18 totdat in 2007 de Ennis Bypass, net buiten het dorp, werd opgeleverd.